# Jan van der Deen
Jan van der Deen is een Groninger trickster-personage uit de Nederlandse folklore.
Volgens overlevering vertelde Jan van der Deen de volksverhalen die aan hem gekoppeld worden ook zelf, in de scheerkamer. De volksverhalen bevatten klassieke verhaalmotieven en gaan onder meer over zijn snelheid. Zo schaatst hij razendsnel en fietst hij sneller dan de regen.
Volksverhalen over Jan van der Deen zijn in 2006 opgetekend door Ruben Koman van het Meertens Instituut in Oldekerk.